# トシエ・ザ・ニヒリスト
『トシエ・ザ・ニヒリスト』（Toshie the Nihilist）は、米英アカデミー賞認定のロサンゼルス国際短編映画祭で、2021年7月14日にプレミア上映された日本の短編コメディ映画。
監督はマシュー・チョジック。

## ストーリー
仮想通貨のオフィスで働く主人公トシエ（比嘉梨乃）の彼氏（矢部太郎）は、刑務所から出たばかり。釈放を祝うはずのトシエだったが、不慮の事故でベトナム戦争の英雄の息子に救われ、日本からハワイまで泳ぐことになる。

## キャスト
- 比嘉梨乃
- 矢部太郎
- 古川日出男
- 米本学仁
- 日高七海
- マシュー・チョジック

## スタッフ
- 監督・脚本・編集：マシュー・チョジック
- プロデューサー：マット・シュライ
- 撮影：添田康平　桑原健太　髙橋祐太　小松大河
- 録音：古茂田耕吉
- 音楽：小野川浩幸
- スクリプトアドバイザー・翻訳：中川映里
- ヘア&メイク：市瀨ひとみ
- 製作会社：Awai Productions、Kuwata Kikaku

## 主な出品歴
- 第25回ロサンゼルス国際短編映画祭（ワールドプレミア）
- 第22回（デイヴィッド・リンチの）ボストン・アンダーグラウンド映画祭
- 第76回サレルノ国際映画祭
- 第10回ニューヨーク国際短編映画祭
- 第75回カンヌ国際映画祭の「マルシェ・ドゥ・フィルム」と「ショートフィルムコーナー」
- 第75回エディンバラ・フェスティバル・フリンジにてNightpiece Film Festival
- 第28回ビクトリア映画祭
- 第15回シドニー･アンダーグラウンド･フィルム･フェスティバル
- 第13回バーバンク国際映画祭
- 第28回ゴールデンボール映画祭
- 第9回チェルシー映画祭
- 第11回PAMA国際映画祭
- 第9回香港国際短編映画祭
- 第13回シカゴインターナショナルアートハウス映画祭
- 第11回アスティ映画祭

## 受賞歴
| 賞 | 部門                     | 候補者               | 結果       |
| --- | ------------------------ | -------------------- | ---------- |
| ニューヨーク国際短編映画祭\|2021 New York Shorts International Film Festival                                      | 最優秀コメディ賞         | マシュー・チョジック | 受賞       |
| バーバンク国際映画祭\|2021 Burbank International Film Festival                                                    | 最優秀国際短編映画賞     |                      | ノミネート |
| シドニー･アンダーグラウンド･フィルム･フェスティバル\|2021 Sydney Underground Film Festival                        | 観客賞                   |                      | 受賞       |
| PAMA映画賞\| 2021 Paris Art and Movie Awards（PAMA）                                                              |                          |                      |            |
| 監督賞 | マシュー・チョジック     | ノミネート           |            |
| 最優秀女優賞 | 比嘉梨乃                 | ノミネート           |            |
| 最優秀国際短編映画賞                                                                                              |                          | ノミネート           |            |
| 深圳国际电影节\|2021 Shenzhen International Film Festival                                                         | 最優秀ビジュアル賞       |                      | 受賞       |
| 香港国際短編映画祭\|2021 Hong Kong International Short Film Festival                                              | 最優秀新人監督賞         | マシュー・チョジック | 受賞       |
| 地中海映画祭カンヌ\|2021 Mediterranean Film Festival Cannes                                                       | 短編映画最優秀コメディ賞 |                      | 受賞       |
| シカゴインターナショナルアートハウス映画祭\| 2021 Chicago International Arthouse Film Festival - Blowup Film Fest |                          |                      |            |
| 最優秀短編映画賞                                                                                                  |                          | ノミネート           |            |
| 最優秀女優賞 | 比嘉梨乃                 | ノミネート           |            |
| ベストショーツコンペティション\| 2021 Best Shorts Competition                                                     | 主演女優賞               | 比嘉梨乃             | 受賞       |
| デイヴィッド・リンチのボストン・アンダーグラウンド映画祭\| 2022 Boston Underground Film Festival                  | 最優秀短編映画賞         |                      | 受賞       |
| NYC国際映画祭\| 2022 New York City International Film Festival                                                    | 最優秀国際短編映画賞     |                      | 受賞       |